# 斯維季河
斯維季河是俄羅斯的河流，位於阿爾漢格爾斯克州，發源自與沃洛格達州分界上的沃熱湖，沿途人跡罕至，最終注入拉恰湖，河道全長61公里，河道寬40至120米。